# Alex Garcia Mendoza
Alex Garcia Mendoza (2 giugno 1993) è un judoka cubano.

## Palmarès
- Mondiali Open

Marrakech 2017: bronzo nella categoria open.
- Campionati panamericani

San Jose 2013: bronzo nei +100kg;
Edmonton 2015: bronzo nei +100kg;
Havana 2016: bronzo nei +100kg.
Panama 2016: oro nei +100kg.
- Giochi panamericani

Toronto 2015: bronzo nei -100kg.